# Gentle Annie
Gentle Annie è un film statunitense del 1944 diretto da Andrew Marton. È tratto da un romanzo di MacKinlay Kantor.

## Produzione
Il film, diretto da Andrew Marton su una sceneggiatura di Lawrence Hazard con il soggetto di MacKinlay Kantor (autore del romanzo), fu prodotto da Metro-Goldwyn-Mayer e Loew's e girato ad Agoura in California dal 7 agosto al settembre del 1944.

## Distribuzione
Il film fu distribuito negli Stati Uniti nel dicembre del 1944 al cinema dalla Metro-Goldwyn-Mayer. È stato poi pubblicato in DVD negli Stati Uniti dalla Comet Video e dalla Teakwood Video nel 2004.